# Dagpo kagju
Dagpo kagju – tradycja kagju buddyzmu tybetańskiego pochodząca od mistrza Gampopy (1079-1153).
Dagpo kagju historycznie podzieliła się na "cztery główne szkoły" oraz "osiem pomniejszych podszkół" wymienionych poniżej.

## Cztery główne szkoły kagju
- barom kagju, założona przez Barompa Darma Łangchuk (transliteracja Wyliego. ’ba’ rom dar ma dbang phyug, 1127-1199)
- pagdru kagju, założona przez Pamodrupę (transliteracja Wyliego. phag mo gru pa rdo rje rgyal po, 1110–1170)
- karma kagju, również znana jako Karma Kamtzang, założona przez Dysum Czienpa (transliteracja Wyliego. dus gsum mkhyen pa), 1110-1193), później nazwanego jako Pierwszy Karmapa
- tsalpa kagju, założona przez Zhang Judrakpa Tsöndru Drak (transliteracja Wyliego. zhang g.yu brag pa brtson 'gru brags pa, 1123–1193)

## Osiem podszkół pagdru kagju
- drikung kagjuzałożona przez Dzigten Gonpo Rinczen Pal (transliteracja Wyliego.Wylie: Jig-rten dgon-po rin-chen dpal, 1143-1217) praktykowana w całym Tybecie (zawiera również tradycje Lhapu z Bhutanu, która obecnie praktykowana jest w ramach szkoły drukpa kagju)
- drukpa kagjuzałożona przez terton Drogon Tsangpa Gjare Jeszie Dordże (transliteracja Wyliego. gtsang pa rgya ras ye shes rdo rje, 1161-1211) połączyła przekazy linii Gampopy i Reczungpy i jest narodową religią Bhutanu
- martsang kagju, założona przez Marpa Drubthob Szerab Jesze (transliteracja Wyliego. smar pa sgrub thob shes rab seng ge,1135-1203)
- szugseb kagju, założona przez Gjergom Czenpo Szonnu Drakpa (transliteracja Wyliego. gyer sgom chen po gzhon nu grags pa, 1090-1171)
- taklung kagju, założona przez Taklung Thangpa Taszi Pal (transliteracja Wyliego. stag lung bkra shis dpal, 1142-1210)
- trophu kagju, założyli ją Gjal Tsha Rinczen Gon (transliteracja Wyliego. rgyal tsha rin chen mgon, 1118-1195) i Kunden Repa (transliteracja Wyliego. kun ldan ras pa, 1148-1217)
- jabzang kagju, założona przez Szarawa Kalden Jesze Senge (transliteracja Wyliego. zha ra rwa lkal ldan ye sjes seng ge. zm. 1290; inaczej Zarła Jesze Senge)
- jelpa kagju, założona przez Drubthob Jesze Tsegpa (drub thob ye shes brtsegs pa, 1134-1194)[1].